# Adina Mandlová
Adina Mandlová était une actrice et l'une des deux plus grandes vedettes féminines du cinéma tchécoslovaque des années 1930et comme l'autre, Lída Baarová, sa carrière ne se remit pas de la Seconde Guerre mondiale.

## Biographie

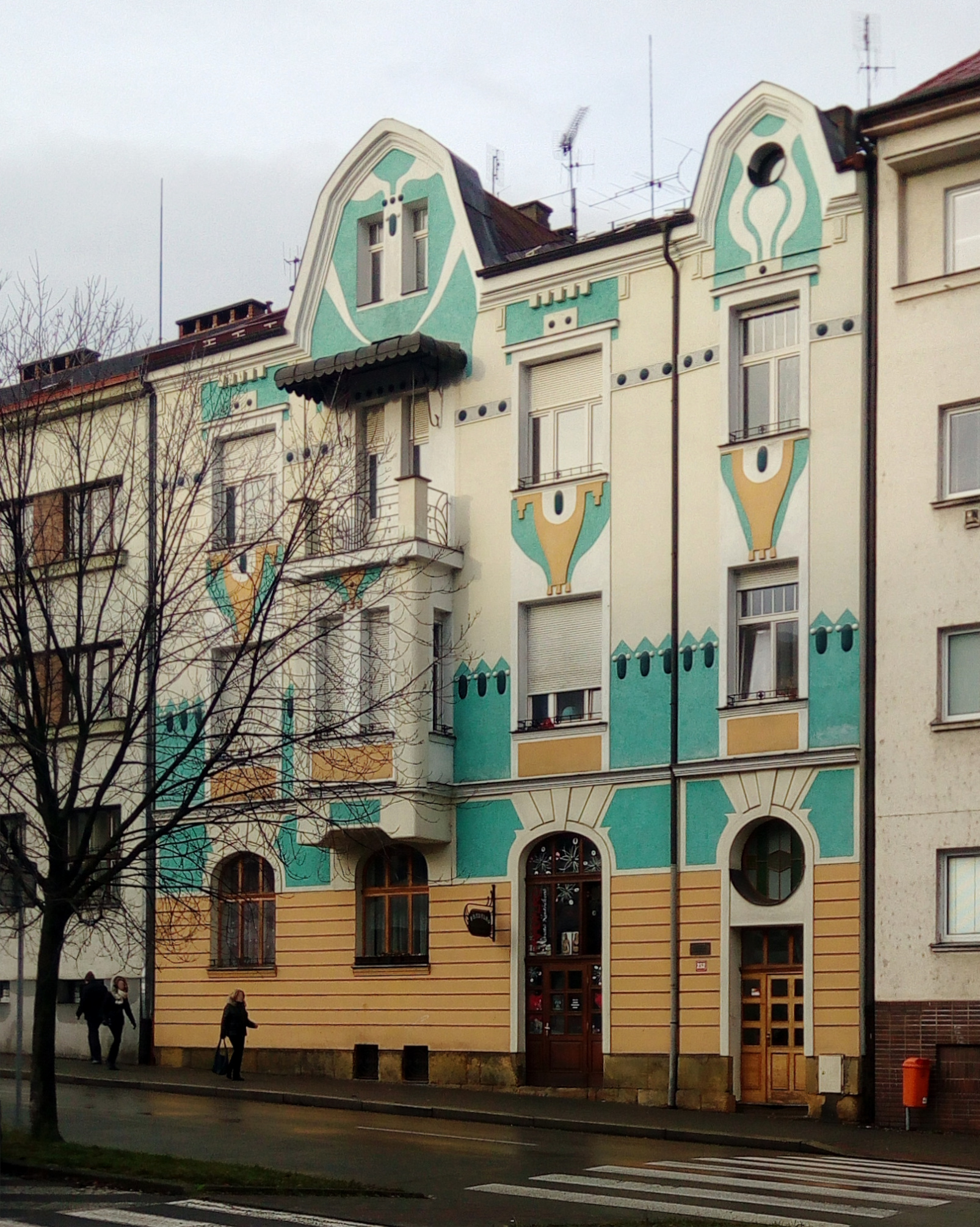
Sa maison natale

Adina Mandlová fut choyée par son père, qui lui apprit le piano avant de mourir de la grippe espagnole alors qu'elle n'avait pas huit ans. Sa mère, avec qui elle allait entretenir des relations conflictuelles, enchaîna alors les compagnons avant d'en trouver un plus riche que les autres.
À l'adolescence, elle fut exclue du lycée et tomba amoureuse d'un homme qui vendait des extincteurs, ce qui lui permit de faire des scènes et démonstrations publicitaires où pour la première fois elle pouvait déployer ses talents d'actrice et de chanteuse. Le couple se noyant dans l'alcool, le nouveau compagnon de sa mère proposa de l'envoyer dans une pension de luxe, et Adina Mandlová choisit Paris pour perfectionner son français dans un collège privé de réputation internationale qui s'adressait aux jeunes filles de la bonne société, et qui avait une annexe à Bouffémont, ville du baron Empain, où elle passait les week-ends dans un « palais scolaire », un bâtiment avec une volumétrie s'inspirant des châteaux classiques, qui fut édifié en 1930 selon les plans de l'architecte Maurice Boutterin, prix de Rome en 1910. Si les journées étaient consacrées à l'activité sportive, la direction organisait des soirées où Adina Mandlová connaissait un certain succès. Quant à ses semmaines parisiennes : école le matin, Sorbonne l'après-midi et vie parisienne le soir. Elle tomba enceinte, dut avorter, et lors d'une garden party où tout le corps diplomatique était invité, elle fut surprise enivrée dans les bras d'un homme à la lumière d'un feu d'artifice. Un scandale s'ensuivit, ainsi que son exclusion, et elle dut revenir en Tchécoslovaquie, laissant derrière et selon elle les deux plus belles années de sa vie.
Replongée dans l'ennui de Mladá Boleslav, elle ne respirait que par le tennis. Bonne joueuse, le président de son club l'envoya en compagnie d'un autre bon joueur faire les sparring-partners contre un couple pragois en vacances. Le mari était caméraman et s'arrangea pour que le producteur du film Děvčátko, neříkej ne! (1932) lui trouve un petit rôle. N'ayant pas pu prononcer sa réplique par nervosité, le réalisateur, Josef Medeotti-Bohác, lui avait prédit qu'elle ne serait jamais actrice, ce à quoi elle avait répondu qu'elle deviendrait star.
De fil en aiguille, elle rencontra Hugo Haas, avec qui elle partagea l'affiche de La vie est une chienne, et bientôt la vie. Avec lui, elle put rencontrer des gens tels que Karel Čapek, Jan Masaryk, Karel Poláček, Jiří Voskovec ou Jan Werich. Si elle faisait le mannequin pour le styliste de mode Ulli Rosenbaum, Hugo Haas lui fit refuser certains rôles (comme celui qui rendit Hedy Lamarr célèbre dans le film Extase) et certaines opportunités (jouer au D 34 d'Emil František Burian ou au Théâtre national). Lassée de son goût pour l'alcool et la cocaïne, ils se séparèrent en 1937 sur un dernier film, Děvčata, nedejte se! (cs). Il partit pour les États-Unis, et elle lui reprochera par la suite d'y avoir emmené son chien plutôt que son frère, le compositeur Pavel Haas, qui mourut à Auschwitz.

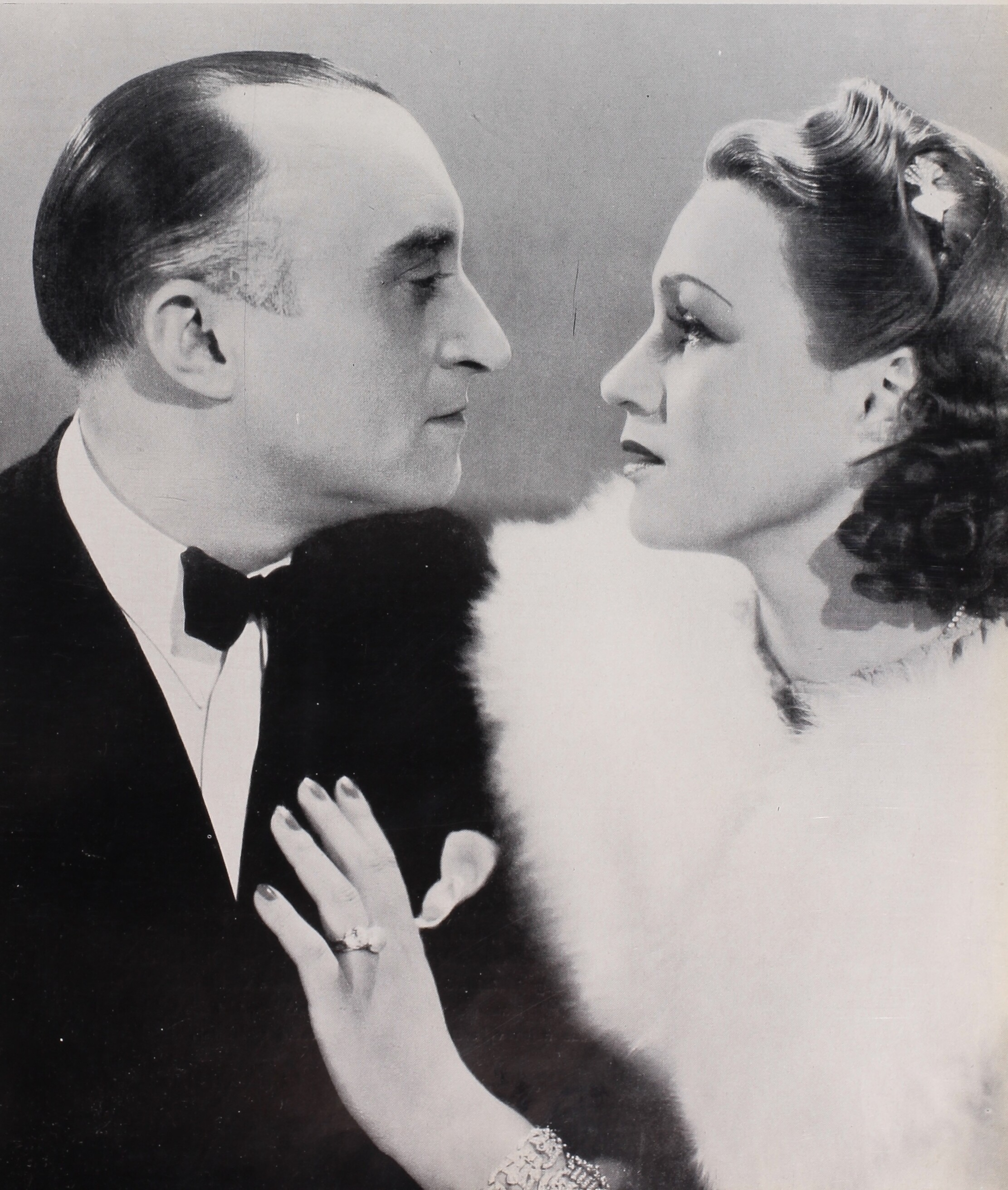
Dans Christian avec Oldřich Nový

Devenue star avec Mravnost nade vše (cs) de Martin Frič, elle enchaîna ensuite les films et les amants, tournant par exemple une dizaine de films en 1937. Sur les films de cette époque, on peut retenir Cech panen kutnohorských (cs) (La Confrérie des demoiselles de Kutná Hora) d'Otakar Vávra, Christian (en) où elle joue avec une autre vedette, Oldřich Nový.
Quand vint le protectorat de Bohême-Moravie et la Seconde Guerre mondiale, elle sortait avec un millionnaire, Fred Svítil. Son père était un Juif de Brno qui avait changé le nom de famille Scheiner en Svítil après la Première Guerre mondiale et s'était converti à la foi catholique après son mariage. Son compagnon ne voulant pas perdre sa fortune, il invita les nouveaux maître de la Bohême et de la Moravie à des fêtes et des chasses, et c'est à ces occasions qu'elle rencontra ses premiers nazis, qui la traitaient comme une star (ils lui offèrent quatre manteaux de fourrure par exemple). Ils durent faire face à des campagnes de presse sur leurs passés, que ce soit les origines juives de Fred Svítil ou ses anciens amis à elle, intellectuels, de gauche ou juifs. Période compliquée où elle avoue une relation sexuelle d'un soir avec un envoyé d'Hitler pour tenter de sauver son époux, ce qui lui sera reproché après la guerre. Elle avoua aussi avoir assouvi les goûts masochistes («  Je l'ai tellement cravaché que le lendemain, il ne pouvait plus s'asseoir ») de Fritz Oehmke (un Allemand de l'Office des affaires culturelles) pour obtenir le maintien de l'ouverture d'un théâtre.
Elle eut une liaison avec un producteur allemand, Willy Söhnel, mais ses origines et son nom slave limitaient sa possibilité de faire carrière. On la trouve néanmoins au générique de la comédie Ich vertraue Dir meine Frau an, sous le pseudonyme de Lil Adina, choisi par Joseph Goebbels. Mais le ministre d'État du protectorat de Bohême-Moravie, Karl Hermann Frank, s'opposa à ce qu'elle poursuive sa carrière cinématographique, ce qui ne lui laissait que le théâtre.
Elle nia par contre tout relation avec le Karl Hermann Frank, rumeur qui circulait et qui fut même propagée par l'émission en tchèque de Londres, ce qui, estimait-elle, l'avait coupé de la Résistance, qui n'avait pas confiance en elle et percevait ses approches comme des tentatives d'infiltration. « Elle apprend à cohabiter avec l’occupant nazi sans collaborer avec lui. C’est ce que confirme le journaliste Aleš Cibulka (cs) : "Elle savait avec qui faire connaissance, avec qui se montrer lors des soirées mondaines pour en tirer un certain profit, mais elle n’en a jamais abusé. Plusieurs spécialistes renommés ont cherché dans les archives nazies pour répondre à la question si elle avait nui vraiment à quelqu’un. Non, ce n’est pas le cas. Elle a même intercédé pour plusieurs personnalités." »
Pour se sortir de sa culpabilité et de la calomnie, elle se maria avec le peintre communiste Zdeněk Tůma, qui se suicida en 1943, au bout d'un an de cohabitation malheureuse, et qui avant de mourir écrivit sur une note « bon voyage », ce qui était aussi de le titre du dernier film d'Adina Mandlová (Happy Journey (en)). Elle rencontra ensuite un autre artiste communiste, qu'elle connaissait depuis le tournage du film Le monde est à nous en 1937, l'acteur Vladimír Šmeral, dont la femme était juive, et qui furent tous deux envoyés en camp de concentration. Elle attendit un enfant de lui, mais elle fit une fausse couche un peu avant Noël 1944 (peut-être d'avoir appris qu'il préférait rester avec son épouse), et quand Vladimír Šmeral vint la trouver après s'être échappé du camp, elle accepta de le cacher.
À la libération, elle fut accusée d'avoir acquis la citoyenneté allemande et fut emprisonnée. Tous les témoignages étant allés en sa faveur, elle fut libérée. Exclue à vie de l'Union des travailleurs tchécoslovaques du cinéma et ne voulant pas coopérer, elle se maria avec un ancien pilote de guerre qui avait aussi la citoyenneté britannique, et elle emménagea en Angleterre en 1948. Se succédèrent plusieurs mariages (dont un avec Bruce Lester) jusqu'à ce qu'elle se marie avec un homosexuel, Ben Pearson, et que leur mariage dure 37 ans. Avec lui, elle vécut à Malte et au Canada, et retourna après sa mort en Tchécoslovaquie. À cause de son accent et de sa mauvaise réputation, elle tourna peu.

## Filmographie partielle
- 1936 : Le monde est à nous
- 1937 : Camel Through the Eye of a Needle
- 1943 : Ich vertraue Dir meine Frau an